# 周森
周森（1964年—），安徽金寨人，汉族，中华人民共和国政治人物、第十二届全国人民代表大会河南地区代表。
毕业于上海财经大学金融专业。担任中华慈善总会荣誉副会长。2008年起担任全国人大代表。2013年，担任全国人大代表。